# Factor estimulante de colonias de macrófagos
Factor estimulante de colonias macrófagos (M-CSF) o también Colony stimulating factor 1 (CSF-1) es una citoquina secretada que induce a las células madre hemopoyéticas a diferenciarse a macrófago u otros tipos celulares relacionados. Las células eucarióticas también producen M-CSF para combatir infecciones virales intracelulares. M-CSF se une a su receptor, el Colony stimulating factor 1 receptor. Puede que el M-CSF también esté involucrado en el desarrollo de la placenta.

## Estructura
Es una citoquina. La forma activa de la proteína se encuentra extracelularmente en forma de homodímero, estando unidos los monómeros por un enlace disulfuro. Se piensa que esta forma es producida a partir del procesamiento proteolítico de precursores unidos a membrana.
Se han encontrado cuatro variantes transcripcionales codificando tres isoformas diferentes.
Se ha demostrado que MCSF interacciona con PIK3R2.

## Función
El M-CSF (o CSF-1) es un factor de crecimiento hematopoyético que participa en la proliferación, diferenciación y supervivencia de monocitos, macrófagos y células progenitoras de la médula ósea. El M-CSF afecta a los macrófagos y monocitos de varias maneras, incluida la estimulación del aumento de la actividad fagocítica y quimiotáctica, y el aumento de la citotoxicidad de las células tumorales. El papel del M-CSF no se limita únicamente al linaje celular de monocitos/macrófagos. Al interactuar con su receptor de membrana ( CSF1R o M-CSF-R codificado por el protooncogén c-fms), el M-CSF también modula la proliferación de progenitores hematopoyéticos anteriores e influye en numerosos procesos fisiológicos implicados en la inmunología, el metabolismo, la fertilidad y el embarazo.
El M-CSF liberado por los osteoblastos (como resultado de la estimulación endocrina por la hormona paratiroidea) ejerce efectos paracrinos sobre los osteoclastos. El M-CSF se une a los receptores de los osteoclastos , lo que induce la diferenciación y, en última instancia, conduce a un aumento de los niveles de calcio plasmático, a través de la reabsorción (degradación) del hueso. Además, se observan altos niveles de expresión de CSF-1 en el epitelio endometrial del útero gestante, así como altos niveles de su receptor CSF1R en el trofoblasto placentario. Los estudios han demostrado que la activación del CSF1R trofoblástico por altos niveles locales de CSF-1 es esencial para la implantación embrionaria normal y el desarrollo placentario. Más recientemente, se descubrió que el CSF-1 y su receptor CSF1R están implicados en la glándula mamaria durante el desarrollo normal y el crecimiento neoplásico.